# Anua selenaria
Anua selenaria là một loài bướm đêm trong họ Erebidae.